# بني الهيثم (الطيال)

تعديل مصدري - تعديل

بني الهيثم هي إحدى قرى عزلة بني جبر بمديرية الطيال التابعة لمحافظة صنعاء، بلغ تعداد سكانها 343 نسمة حسب تعداد اليمن لعام 2004.